# Bogusławice (gromada w powiecie opatowskim)
Bogusławice – dawna gromada, czyli najmniejsza jednostka podziału terytorialnego Polskiej Rzeczypospolitej Ludowej w latach 1954–1972.
Gromady, z gromadzkimi radami narodowymi (GRN) jako organami władzy najniższego stopnia na wsi, funkcjonowały od reformy reorganizującej administrację wiejską przeprowadzonej jesienią 1954 do momentu ich zniesienia z dniem 1 stycznia 1973, tym samym wypierając organizację gminną w latach 1954–1972.
Gromadę Bogusławice z siedzibą GRN w Bogusławicach utworzono 31 grudnia 1961 w powiecie opatowskim w woj. kieleckim z obszarów zniesionych gromad Grocholice i  Kornacice. 
W 1965 roku gromada miała 23 członków gromadzkiej rady narodowej.
Gromada przetrwała do końca 1972 roku, czyli do kolejnej reformy gminnej.